# Nghệ An
Nghệ An ist die größte Provinz der nördlichen Küstenregion von Vietnam.

## Geschichte
1930 kam es in Nghệ An und der benachbarten Provinz Hà Tĩnh zur Gründung der Nghệ-Tĩnh-Sowjets.

## Verwaltungsgliederung
Die Provinz gliedert sich in die provinzunmittelbaren Städte (thành phố trực thuộc tỉnh) Vinh (Hauptstadt), Thái Hòa, Hoàng Mai und Cửa Lò sowie 17 Landkreise (huyện):
- Anh Sơn
- Con Cuông
- Diễn Châu
- Đô Lương
- Hưng Nguyên
- Kỳ Sơn
- Nam Đàn
- Nghi Lộc
- Nghĩa Đàn
- Quế Phong
- Quỳ Châu
- Quỳ Hợp
- Quỳnh Lưu
- Tân Kỳ
- Thanh Chương
- Tương Dương
- Yên Thành

## Bildung
Es gibt zwei Universitäten in Nghệ An, beide in der Stadt Vinh. Die größte ist die Universität Vinh.

## Bevölkerung
Gemäß der Bevölkerungsstatistik von 2009 hatte Nghệ An 2.912.041 Einwohner, davon lebten 374.797 (12,9 %) in Städten. 972.959 (33,4 %) waren jünger als 18 Jahre, 287.154 (9,9 %) 60 Jahre und älter.
2.489.952 Bewohner (85,5 %) waren ethnische Vietnamesen (Kinh), 295.132 (10,1 %) wurden der Thái-Nationalität zugeordnet, 59.579 (2,0 %) der Volksgruppe der Thổ, 35.670 (1,2 %) den Khmu, 28.992 (1,0 %) den Hmong.

## Bekannte Einwohner
- Phan Bội Châu, (1867–1940), nationalistischer Autor und Aktivist
- Hồ Chí Minh, (1890–1969), Revolutionär und kommunistischer Politiker, Premierminister (1945–1955) und Präsident (1945–1969) der Demokratischen Republik Vietnam